# Frynichos
Frynichos var son till Polyfradmon och elev till Thespis samt en av de tidigaste grekiska tragikerna.
Vissa personer betraktade honom under antiken verkligen som tragedins grundare. 511 f.Kr. rönte han sin första poetiska framgång. Hans berömda pjäs Miletos erövring tillkom troligen strax efter att perserna hade erövrat denna stad (under det joniska upproret). Publiken rördes till tårar, poeten bötfäldes "ὡς ὑπομνήσας οἰκεῖα κακά", "för påminnelser om liknande missöden" (Miletos var en av Atens kolonier och hölls därför särskilt kär av moderstaden), och det beslutades att någon pjäs om ämnet inte fick produceras igen.
476 f.Kr. rönte Frynichos framgång med Phoenissai, uppkallad efter de feniciska kvinnor som bildade kören, som firade segern över perserkungen Xerxes I i slaget vid Salamis fyra år tidigare. Themistokles bekostade pjäsen som choragus (producent), och en av pjäsens syften var att påminna atenarna om hans stora handlingar. Perserna av Aischylos (472 f.Kr.) var en imitation av Phoenissai. Frynichos sägs ha dött på Sicilien.
Vissa av titlarna på hans pjäser, Danaides, Actaion, Alcestis och Tantalos, visar att han behandlade mytologiska såväl som samtida ämnen. Han introducerade en separat skådespelare, skild från körledaren och lade därmed grunden för den teatraliska dialogen. Men i hans pjäser, liksom i de tidiga dramerna över huvud taget, var det dramatiska elementet underordnat det lyriska, vilket visas genom kören och dansen. Enligt Suda introducerade Frynichos för första gången kvinnliga rollfigurer på scenen (spelade av män i masker) och använde den trokéiska tetrametern på ett särskilt sätt.
Fragment finns i August Nauck, Tragicorum graecorum fragmenta (1887).